# Manfred Brauneck
Manfred Brauneck (* 22. April 1934 in Königszelt, Schlesien) ist ein deutscher Hochschullehrer, Literaturwissenschaftler, Theaterwissenschaftler und Theaterhistoriker.

## Leben
Manfred Brauneck ist der Sohn eines schlesischen Anstreichers. Sein Vater entwarf auch für ein Stadttheater Bühnenbilder. Brauneck studierte nach dem Schulbesuch Literaturwissenschaft, Philosophie und Kunstgeschichte an der Ludwig-Maximilians-Universität München. Nach einer Hochschullaufbahn folgte später seine Habilitation mit einer Habilitationsschrift zum Thema Naturalismus im europäischen Theater.
1973 nahm er den Ruf als Professor am Lehrstuhl für Theaterwissenschaft an der Universität Hamburg an und gliederte als Direktor die dortige Hamburger Theatersammlung, eine Art Museum für Bühnenbilder, Textbücher, Theaterphotos und Bibliothek, aufgrund einer Idee des damaligen Präsidenten der Universität Hamburg, Professor Peter Fischer-Appelt in ein neu gegründetes Zentrum für Theaterforschung ein. 1987 entwickelte er zusammen mit dem Regisseur Jürgen Flimm ein neues Konzept für den Studiengang Schauspieltheater-Regie. Zu seinen Studenten gehörte unter anderem der Dramaturg Bernd Stegemann.
Obwohl er 1999 bereits in den Ruhestand treten konnte, verlängerte er sein Dienstverhältnis für drei Jahre und wurde 2002 Emeritus. Gleichwohl behielt er auch danach noch für einige Zeit die kommissarische Leitung des Lehrstuhls und trat in dieser Zeit auch für die Einrichtung eines Aufbaustudiengangs Dramaturgie ein.
Für seine Forschungen zur „Geschichte des Theaters in all seinen Ausdrucksformen“ wurde ihm im September 2010 der Balzan-Preis verliehen.

## Werke
Neben seiner Lehrtätigkeit ist er darüber hinaus auch Autor zahlreicher Fachbücher und begann 1992 mit der Verfassung des fünfbändigen Standardwerks Die Welt als Bühne. Geschichte des europäischen Theaters. Zu seinen weiteren Veröffentlichungen zählen:
- Sixt Birck: Sämtliche Dramen. Unter Mitwirkung von Hildegard Brauneck herausgegeben v. Manfred Brauneck, Bd. 1: Ezechas. Zorabel. Joseph. Beel. (Ausgaben deutscher Literatur des 15. bis 18. Jahrhunderts, Bd. 12) Berlin 1969, ISBN 978-3-11-000359-8; Bd. 2: Die deutschen Stücke. Bearbeitet von Wolfgang Brauneck Die lateinischen Stücke. Bearbeitet von Manfred Wacht (Ausgaben deutscher Literatur des 15. bis 18. Jahrhunderts, Bd. 67) Berlin 1976, ISBN 978-3-11-006758-3; Bd. 3: Lateinische Dramen. Bearbeitet von Manfred Wacht (= Ausgaben deutscher Literatur des 15. bis 18. Jahrhunderts, Bd. 95) Berlin 1976, ISBN 978-3-11-008391-0
- Das deutsche Drama vom Expressionismus bis zur Gegenwart. Interpretationen. C. C. Buchners, Bamberg 1970, ISBN 978-3-7661-4303-7; 2. erweiterte Auflage 1972; 3. Auflage 1977
- Religiöse Volkskunst. DuMont, Köln 1979, ISBN 3-7701-0967-8
- Theater im 20. Jahrhundert. Rowohlt, Reinbek bei Hamburg 1982, ISBN 3-499-16290-3
- Ausländertheater in der Bundesrepublik Deutschland und in West-Berlin. 1. Arbeitsbericht zum Forschungsprojekt „Populäre Theaterkultur“. Hrsg. von der Universität Hamburg, Hamburg 1983
- Erwin Piscator: Zeittheater. Das politische Theater und weitere Schriften. 1915–66. Rowohlt, Reinbek 1986 (Mitherausgeber Peter Stertz)
- Naturalismus. Manifeste und Dokumente zur deutschen Literatur 1880–1900. Metzler, Stuttgart 1987 (Mitherausgeberin Christine Müller)
- Klassiker der Schauspielregie. Positionen und Kommentare zum Theater im 20. Jahrhundert. Rowohlt, Reinbek 1988, ISBN 3-499-55477-1
- Autorenlexikon deutschsprachiger Literatur des 20. Jahrhunderts. Rowohlt,  Reinbek 1995
- 100 Jahre Deutsches Schauspielhaus Hamburg. Dölling und Galitz, Hamburg, München 1999, ISBN 3-933374-34-0
- Theaterlexikon 1. Begriffe und Epochen, Bühnen und Ensembles. Rowohlt, Reinbek, 5. vollständig überarbeitete Neuausgabe August 2007, ISBN 978-3-499-55673-9 (Mitherausgeber Gérard Schneilin)
- Theaterlexikon 2. Schauspieler und Regisseure, Bühnenleiter, Dramaturgen und Bühnenbildner. Hamburg 2007 (Mitherausgeber Wolfgang Beck)
- Kleine Weltgeschichte des Theaters. C. H. Beck, München 2014, ISBN 978-3-406-66851-7.